# الدار جانگیروف

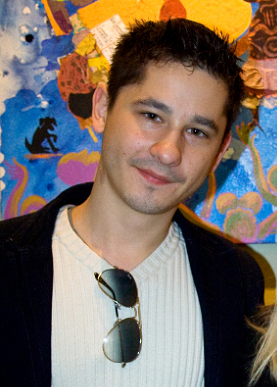
نگاره‌ٔ الدار جانگیروف، نوازندهٔ پیانوی جاز - ۲۰۱۰

الدار جانگیروف (به انگلیسی: Eldar E. Djangirov) از نوازندگان پیانوی موسیقی جاز است.
او در خانواده ولگا تاتار متولد شد.
الدار، زاده قرقیزستان است و از کودکی در کانزاس سیتی، میزوری در آمریکا بزرگ شده است. از سه سالگی استعداد او در پیانو آشکار شد و اکنون یکی از مطرح‌ترین نوازندگان پیانوی جاز است. سبک نواختن سریع و در عین حال احساسی او یادآور نوازندگان بزرگی مثل آرت تیتوم و آسکار پیترسن است.
نام خانوادگی جانگیروف، روسی‌شدهٔ واژهٔ «جهانگیرزاده» فارسی است.